# World Cup USA '94
World Cup USA '94 est un jeu vidéo de football développé par Tiertex et édité par U.S. Gold en 1994 sur Amiga, DOS, Mega Drive, Mega-CD, Super Nintendo, Master System, Game Boy et Game Gear.

## Système de jeu
Le jeu officiel de la Coupe du monde de football de 1994 qui se déroula aux États-Unis, regroupant les 24 équipes qui participèrent à la compétition, ainsi que 8 équipes supplémentaires.